# Il federale
Il federale è un film del 1961 diretto da Luciano Salce con protagonista Ugo Tognazzi.

## Trama
Maggio 1944, con gli anglo-americani ormai alle porte di Roma, il graduato della milizia Primo Arcovazzi, milite fascista esaltato e un po' sempliciotto della Repubblica Sociale Italiana, viene incaricato di prelevare dal piccolo centro abruzzese di Villalago e riportare a Roma il professor Erminio Bonafè, noto antifascista e probabile Presidente del Consiglio della futura Italia democratica, in fuga. Gli promettono che per il buon esito della missione verrà valutato positivamente per la nomina a federale, méta da lui agognata. Arcovazzi parte a bordo di un sidecar e, dopo aver raggiunto e catturato Bonafè, si mette con lui sulla via del ritorno. Ma, ad una curva della strada, per evitare di travolgere una ragazzina, Lisa, Arcovazzi sbanda e finisce in un fosso, danneggiando irreparabilmente il mezzo. Lisa è un'abile ladruncola e, nel ritrovare gli occhiali persi da Bonafè durante l'incidente del sidecar, li propone come nuovi all'ignaro e ingenuo professore in cambio di denaro.
Poco dopo una pattuglia tedesca transita dal luogo dell'incidente: i soldati, riparato il mezzo di Arcovazzi, glielo requisiscono, conducendo i due presso il loro comando, dove Bonafè è riconosciuto come elemento ricercato dalle SS e Arcovazzi si vede negato ogni diritto di custodia sul prigioniero. Arcovazzi con una scusa si fa imprigionare anche lui per non perdere la consegna degli ordini ricevuti. Durante la notte, la zona viene bombardata e, nella confusione, i due riescono a fuggire, tramortendo un soldato della Wehrmacht a cui rubano la divisa, che viene indossata da Bonafé. Nel corso della fuga incontrano di nuovo la giovane Lisa, che si rivela ancora una volta astuta ladruncola, perché la mattina sparisce con la divisa di Arcovazzi.
Dopo varie peripezie il milite fascista e il suo prigioniero antifascista arrivano presso una Casa del Fascio, in cui sono barricati alcuni giovanissimi avanguardisti, che sottopongono Arcovazzi a varie domande sul fascismo, sospettando che si tratti di un paracadutista anglo-americano. Arcovazzi supera la raffica di domande anche grazie al professore. Requisito un tandem, i due si dirigono verso il paese fantomatico di Rocca Sabina, dove abita il poeta Arcangelo Bardacci, suo ex maestro di mistica fascista, che però i familiari gli dicono essere morto eroicamente in guerra.
Il protagonista scoprirà però con amarezza che Bardacci è vivo e vegeto, ma nascosto nella soffitta di casa in attesa della fine della guerra e dell'occupazione nazi-fascista. La delusione e la solitudine di Arcovazzi traspariscono struggenti da un malinconico scambio di parole con la giovane e bella parente di Bardacci, che poco prima gli ha rivelato la vigliaccheria dell'ex maestro di mistica e che forse si è innamorata di lui. Tuttavia Arcovazzi finge di non avvedersi del sentimento della ragazza e insegue il suo ordine di riportare a Roma il prigioniero, che proprio Bardacci fa fuggire in treno poiché convinto che Arcovazzi durante la notte abbia approfittato delle grazie di sua moglie.
Raggiunto il treno, Arcovazzi scopre il professore antifascista, sventandone l'ennesimo tentativo di fuga. Rimessisi in cammino, Bonafé e Arcovazzi incontrano ancora la piccola ladra Lisa. La ragazzina, in cambio della divisa precedentemente rubata ad Arcovazzi, gliene offre una, nuova di sartoria, da federale. Arcovazzi stenta per pudore, ma, convinto da Bonafè, la indossa e ne diventa assolutamente orgoglioso. Così vestito, il milite entra a piedi finalmente in Roma con il suo prigioniero, senza sapere che la città è già caduta nelle mani degli anglo-americani e che fascisti e tedeschi si sono ritirati al Nord.
Il graduato si rende conto della situazione solo quando viene inseguito e aggredito da un gruppo di partigiani infuriati, che iniziano a picchiarlo e intendono linciarlo. Solo l'intervento del professore, che chiede loro la consegna del fascista con l'impegno di finirlo personalmente, lo sottrae alla morte certa. E così Bonafè si allontana con lo zoppicante Arcovazzi sotto tiro. Girato un angolo, Arcovazzi chiede di essere fucilato in fretta, ma il professore lo libera e lo spinge a forza a dileguarsi. Memorabile l'ultima scena dove il fascista, pur svuotato di tutti i suoi ideali e prospettive ma ancora in un sussulto di dignità, quasi rifiuta di spogliarsi della divisa e sdegnosamente butta via i pacchetti di sigarette che erano stati lanciati da un camion di anglo-americani e si allontana, mentre il Bonafè, allontanatosi in direzione opposta, sale su un'automobile dei partigiani che sono passati a riprenderlo.

## Aspetti storici
Il prof. Giovanni Sabbatucci, in un suo intervento a Il tempo e la storia, riferendosi al film Il federale, racconta che "la figura dell'anziano leader politico del CLN, anche se non viene indicato in questo modo, insomma, il vecchio antifascista [...] chiaramente rappresenta Ivanoe Bonomi".
La canzone spesso intonata dall'aspirante federale Arcovazzi è La canzone dei sommergibili, attuale canzone della Marina italiana.

## Produzione
Secondo quanto raccontato da Raimondo Vianello, il titolo originario della pellicola - che era stata pensata come una produzione più farsesca e meno rigorosa dal punto di vista storico - era Io e il federale, e il ruolo del professore avrebbe dovuto essere affidato a lui; fu lo stesso Tognazzi, che con Vianello aveva intrapreso un lungo sodalizio artistico, a modificarne titolo, sceneggiatura e attore coprotagonista, poiché aveva l'intenzione di fare un film più «serio» e lontano dai soliti schemi della coppia comica.
Tra le location del film figurano Castel San Pietro Romano, Palestrina (tratto della SP58a) Giulianello, Genzano di Roma, Valmontone e Roma (in particolare i rioni di Trastevere e Testaccio).

## Critica
Mentre da Alfonso Canziani (1978) Il federale viene giudicato come una «superficiale satira del fascismo non priva di punte qualunquiste che raggiunse un grosso successo di pubblico grazie alla sua accattivante comicità», Gian Piero Brunetta (1982) ritiene che questo film abbia contribuito, insieme a La marcia su Roma, Gli anni ruggenti e Tutti a casa, «a maturare a livello di massa il senso del distacco completo dagli ideali e dal comportamento dell'italiano di Mussolini».

## Colonna sonora
Si tratta del primo film del quale Ennio Morricone abbia curato le musiche.